# 大野王
大野王（おおのおう/おおののおおきみ、生年不詳 - 天平9年7月5日（737年8月5日））は、奈良時代の皇族。知太政官事・忍壁皇子の子。官位は従四位下・弾正尹。

## 経歴
和銅5年（712年）二世王の蔭位により无位から従四位下に直叙される。元正朝に入り、霊亀2年（716年）弾正尹に任ぜられる。
聖武朝の天平9年（737年）7月5日平城京にて疫病が蔓延する中で卒去。最終官位は散位従四位下。

## 官歴
『続日本紀』による。
- 和銅5年（712年） 正月19日：従四位下（直叙）
- 霊亀2年（716年） 4月27日：弾正尹
- 天平9年（737年） 7月5日：卒去（散位従四位下）